# Andrés Ovejero Bustamante
Andrés Ovejero Bustamante (Madrid, 1871-Madrid, 1954) fue un historiador del arte y la literatura, catedrático y político español, diputado a Cortes durante la Segunda República.

## Biografía

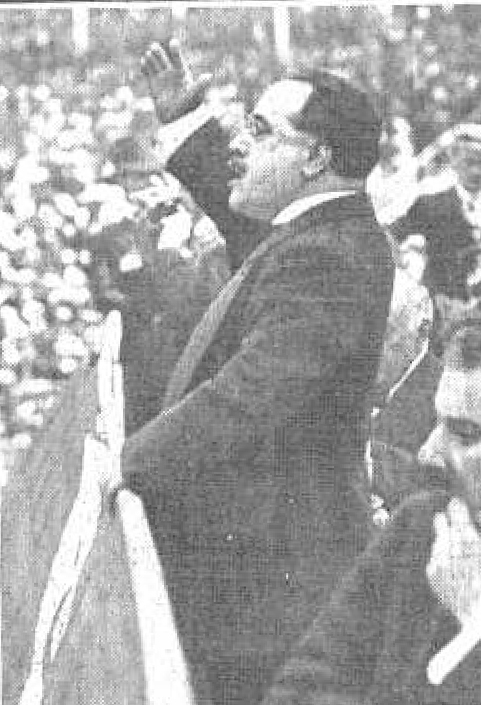
Ovejero en 1917

Nacido en Madrid el 13 de marzo de 1871, trabajó como docente en Puerto Rico antes del desastre de 1898. Más adelante fue catedrático de la Universidad Central, en una plaza que obtuvo en 1902, centro educativo en el que continuó tras la guerra civil.
Conferenciante, propagandista y secretario de sección del Ateneo de Madrid, fue autor de obras como Ensayos poéticos (1887), Teatro romántico español (1887), Del humorismo. Discurso leído en el Ateneo de Madrid (1895), De la muerte de don Quijote (1905), Concepto actual del Museo artístico (1934) o Isabel I y la política africanista española. Estudio de la reina católica en el marco de la tradición española de África (1951), entre otras, además de redactor de publicaciones periódicas como El Globo, La Plana del Lunes —suplemento literario del anterior—, Diario Universal o Revista Política Ibero-Americana, entre otras.
En la órbita del Partido Radical en sus comienzos políticos, a mediados de la década de 1910 ingresaría en el Partido Socialista Obrero Español, consiguiendo en las elecciones constituyentes de 1931 acta de diputado por la ciudad de Madrid, sin embargo abandonó su partido tras la revolución de Asturias de 1934. Ovejero, que fue miembro de número de la Real Academia de Bellas Artes de San Fernando, falleció en su ciudad natal del 31 de enero de 1954.